# The Nightmare Before Christmas: Original Motion Picture Soundtrack (Special Edition)
The Nightmare Before Christmas: Original Motion Picture Soundtrack (Special Edition) è la colonna sonora del film The Nightmare Before Christmas pubblicata in occasione del rifacimento del film in 3D. L'album contiene 2 dischi: il primo è composto dalla colonna originale del film, mentre il secondo contiene cover di canzoni del film interpretati da cantanti e gruppi famosi (Fall Out Boy, Panic! at the Disco, Marilyn Manson, Fiona Apple e She Wants Revenge) e da demo delle tracce definitive.

## Tracce

### Disco 1
1. "Overture" - 1:48
2. "Opening" - Narrazione di Patrick Stewart - 0:57
3. "This Is Halloween" - I Cittadini di Halloween - 3:16
4. "Jack's Lament" - Danny Elfman - 3:14
5. "Doctor Finklestein / In the Forest" - 2:36
6. "What's This?" - Danny Elfman - 3:05
7. "Town Meeting Song" - Danny Elfman e il Cast - 2:56
8. "Jack and Sally Montage" - 5:17
9. "Jack's Obsession" - Danny Elfman e il Cast - 2:46
10. "Kidnap the Sandy Claws" - Paul Reubens, Catherine O'Hara, Danny Elfman - 3:02
11. "Making Christmas" - Danny Elfman e i Cittadini di Halloween - 3:57
12. "Nabbed" - 3:04
13. "Oogie Boogie's Song" - Ken Page con Ed Ivory - 3:17
14. "Sally's Song" - Catherine O'Hara - 1:47
15. "Christmas Eve Montage" - 4:43
16. "Poor Jack" - Danny Elfman - 2:31
17. "To the Rescue" - 3:38
18. "Finale/Reprise" - Danny Elfman, Catherine O'Hara e i Cittadini di Halloween - 2:44
19. "Closing" - Narration by Patrick Stewart - 1:26
20. "End Title" - 5:05

### Disco 2
1. "This Is Halloween" - Marilyn Manson - 3:22
2. "Sally's Song" - Fiona Apple - 3:20
3. "What's This?" - Fall Out Boy - 3:00
4. "Kidnap the Sandy Claws" - She Wants Revenge - 5:09
5. "This Is Halloween" - Panic! at the Disco - 3:36
6. "Making Christmas" (Demo) - Danny Elfman - 5:34
7. "Oogie Boogie's Song" (Demo) - Danny Elfman -  3:15
8. "Kidnap the Sandy Claws" (Demo) - Danny Elfman - 2:51
9. "This Is Halloween" (Demo) - Danny Elfman - 3:19